# Hotel Last Resort
Hotel Last Resort è il decimo album in studio del gruppo musicale rock statunitense Violent Femmes, pubblicato il 26 luglio 2019.

## Tracce
Testi e musiche di Gordon Gano, eccetto se diversamente indicato.
1. Another Chorus – 2:38
2. I Get What I Want – 2:30
3. I'm Nothing (feat. Stefan Janoski) – 2:26
4. Adam Was a Man – 2:59
5. Not Ok – 2:34
6. Hotel Last Resort (feat. Tom Verlaine) – 5:12
7. Everlasting You – 2:12
8. It's All or Nothing – 2:25
9. I'm Not Gonna Cry – 2:56 (Filippos Pliatsikas, Manos Xydous)
10. This Free Ride – 2:14
11. Paris to Sleep – 3:38
12. Sleepin' at the Meetin' – 1:38 (Gordon Gano, Brendan Ryan, William Joseph Ryan)
13. God Bless America – 4:40 (Irving Berlin)